# باتلفيلد بلاي فور فري
باتلفيلد بلاي فور فري (بالإنجليزية: Battlefield Play4Free)‏ هي لعبة متصفح مجانية، من نوع (تصويب منظور الشخص الأول, من نشر (شركة إلكترونيك آرتس) ومن تطوير (ديجيتال إلوجينز سي إي) صدرت في 30 نوفمبر 2010.

هي أحدث لعبة ثانية من (سلسلة باتلفيلد) لتكون مجانية. وخلافا (باتلفيلد هيروز) السابقة، اللعبة تمتلك جرافيكس واقعي مماثل (للباتلفيلد 2). اللاعبين لديهم الفرصة للعب أدوار مختلفة مثل الطبيب والمهندس إلخ.. كل من هذه الشخصيات لها أشجارهم والمهارات الخاصة، تجرى المباريات على الخرائط الكبيرة التي تحتوي على فريقين يصل كل فريق إلى 16 لاعب بعضهم ضد البعض الآخر. أيضا اللعبة تمتلك مركبات مثل الدبابات وسيارات الجيب والطائرات والمروحيات والمزيد.

## نظام اللعب
قامت شركة إلكترونيك آرتس بوضع نظام اللعب مشابه جداللعبة (باتلفيلد 2) وهذا النظام يعتبر جيد جدا وسلس من جميع النواحي في حال كنت تستعمل القناص أو كنت تقود العربات والدبابات.

وتتيح لك اللعبة أيضا الكثير من الخيارات حيث سوف تستطيع قيادة الدبابات والعربات المدرعة وإمكانية إطلاق النار من العربات وتتميز أيضا هذه اللعبة بعمل الروح الجماعي حيث عدد اللاعبين يصل إلى 22 جندي والجيشين هم الجيش الأمريكي والجيش الروسي.

## الأسلحة والمركبات
يوجد مجموعة من الأسلحة القوية والمشابهة للعبة (باتلفيلد: باد كامباني 2) ومنها سلاح يعرف بأسم (ب ب-2000) وأداة تصليح الدبابات بالإضافة إلى ضربة السكين السريعة التي لم تكن في جزء باتلفيلد 2.

قامت الشركة بإضافة العديد من الأسلحة ولكن بمقابل نقط تقوم بأخذها من خلال أحتلالك لمواقع الأعداء أو تفجير الدبابات بقاذف الآر بي جي.

يتيح لك هذا الجزء أمكانية تصميم الجندي حسب رغبتك أي سوف تستطيع أن تلبسة الخوذة والمعدات بحيث يصبح شكله أجمل ولكن كل هذا مقابل النقاط.

## الأصوات
بالنسبة للأصوات تجعلك تعيش أجواء الحرب الحقيقة وبما أن هذه اللعبة هي مرتكزة على (باتلفيلد 2) لذلك فالأصوات مأخوذة منها بالإضافة إلى بعض الأصوات مأخوذه أيضا من (باتلفيلد: باد كامباني 2)

## تقييم اللعبة
| الموقع       | التقييم |
| ------------ | ------- |
| GameRankings | 67.75%  |
| Metacritic   | 68/100  |
| IGN          | 6/10    |
| PALGN        | 5/10    |

## وصلات خارجية
- الموقع الرسمي